# Мёрикофер, Иоганн Каспар
Иоганн Каспар Мёрикофер (нем. Johann Kaspar Mörikofer; 11 октября 1799, Фрауэнфельд — 17 октября 1877, Цюрих) — швейцарский богослов, филолог и историк церкви, священник реформатской церкви.

## Биография
Окончил Коллегию Каролинум в Цюрихе (ныне Цюрихский университет). В 1822—1851 годах работал преподавателем и директором городских школ в Фрауэнфельде. Писал статьи в 1830-х-1840-х годах для ежедневной газеты «Thurgauer Zeitung».
С 1851 года служил пастором Евангелической реформатской церкви в Готтлибене, в 1853—1869 декан церкви в Штекборн. С 1869 г. жил в Винтертуре и Цюрихе как частное лицо, занимался научной деятельностью.
В 1872 г. стал доктором философии в Цюрихском университете, в 1876 году — доктором богословия Базельского университета. Был членом Швейцарского благотворительного общества. Автор многих работ в области истории церкви и литературы.

## Избранные труды
- Die Schweizerische Mundart im Verhältnis zur hochdeutschen Schriftsprache aus dem Gesichtspunkte der Landesbeschaffenheit, der Sprache, des Unterrichtes, der Nationalität und der Literatur. Beyel, Frauenfeld 1838 (Neue Aufl., J. Heuberger, Bern 1864)
- Landammann Anderwert nach seinem Leben und Wirken. Ein Beitrag zur Geschichte des Kantons Thurgau. Beyel, Zürich und Frauenfeld 1842
- Klopstock in Zürich im Jahre 1750—1751, Beyel, Zürich & Frauenfeld 1851
- Die Schweizerische Literatur des achtzehnten Jahrhunderts. S. Hirzel, Leipzig 1861
- Bilder aus dem kirchlichen Leben der Schweiz, S. Hirzel, Leipzig 1864
- Ulrich Zwingli. Nach den urkundlichen Quellen. 2 Teile, S. Hirzel, Leipzig 1867—1869 (Teil 1 (1867), Teil 2 (1869)
- J. J. Breitinger und Zürich. Ein Kulturbild aus der Zeit des dreißigjährigen Krieges. S. Hirzel, Leipzig 1874
- Geschichte der evangelischen Flüchtlinge in der Schweiz. S. Hirzel, Leipzig 1876